# Tongwancheng

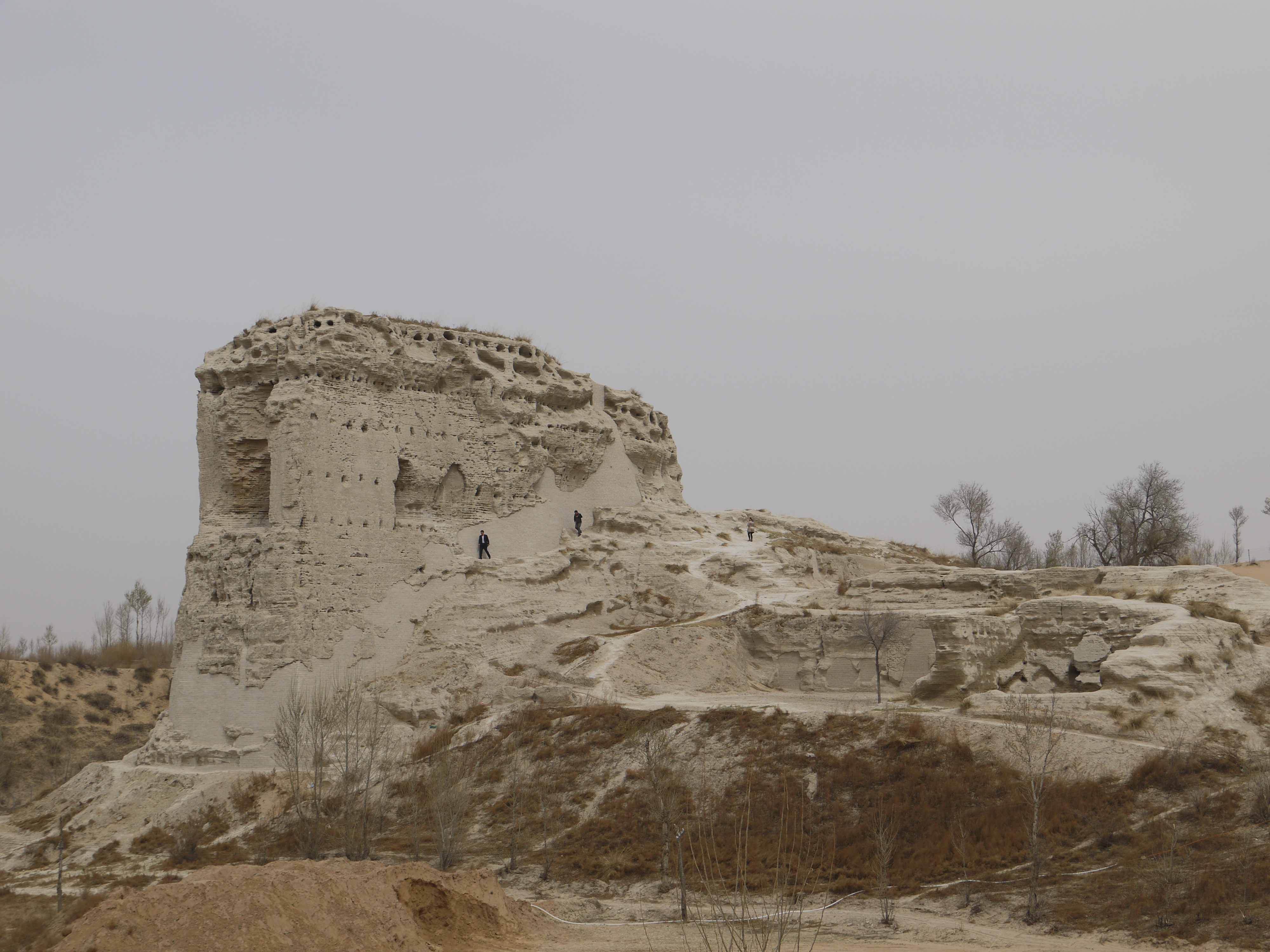
Permanece en 2013, con figuras humanas dando escala

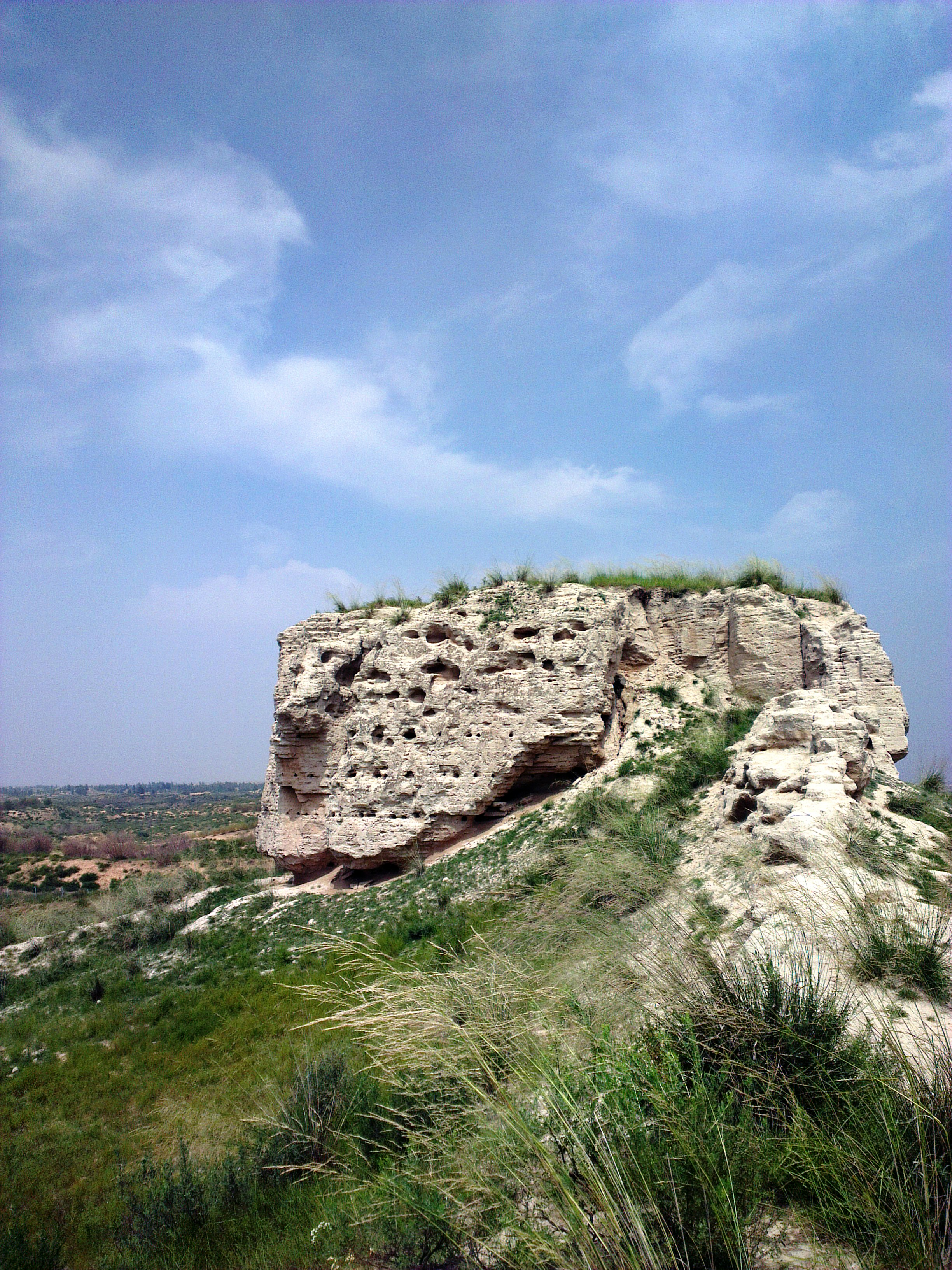
Permanece en 2013

Tongwancheng (en chino tradicional, 統萬城; pinyin, Tǒngwànchéng; Wade-Giles, Tʻung-wan-chʻêng) fue la capital de Xia (Dieciséis Reinos), un reino fundado por el Xiongnu en el norte China durante los Dieciséis Reinos, periodo del siglo V. La ciudad está en el límite sur de Maowusu en el desierto Meandro de Ordos, un antiguo lugar estratégico en el centro de la llanura de los Ordos. Tongwancheng, que significa la "ciudad gobernada por diez mil", fue el mayor centro urbano de Southern Xiongnu encontrado hasta el momento en el sur. Las ruinas de la ciudad están bien conservadas y localizadas en el Condado de Jingbian, en la provincia de Shaanxi, cerca del límite de Inner Mongolia. La ciudad ha sido inspeccionada y ha tenido algunos elementos restaurados, pero todavía no ha sido excavada por completo.
La ciudad fue construida por alrededor de 100.000 Xiongnu del reino Xia bajo el mando de Helian Bobo en 419. Helian Bobo, también conocido por su apellido sinificado como Liu Bobo, era un descendiente del Xiongnu chanyu ("rey") que fundó su imperio estepario en el siglo III a. C. Helian Bobo murió en el 425 d. C. y Helian Chang lo sucedió como gobernante de la ciudad.
La Gran Muralla China fue construida para contener la amenaza de Xiongnu, y Tongwancheng era la principal capital de Xiongnu que se encontraba al otro lado de esa muralla. La ciudad era principalmente de madera y tenía muros exteriores muy gruesos que estaban teñidos de blanco con tierra de arcilla blanca y arroz en polvo. Desde la distancia, se decía que la ciudad blanca tenía la apariencia de un barco gigante. En su centro, la ciudad tenía un lago. Jin Shu nos da una descripción contemporánea de la ciudad por parte de un testigo ocular. . .
"El cerro es hermoso, frente a él la llanura es ancha, y alrededor de este hay un lago de agua pura. He vagado por muchos lugares, pero no he visto una tierra cuya belleza se pueda comparar con la de este lugar."

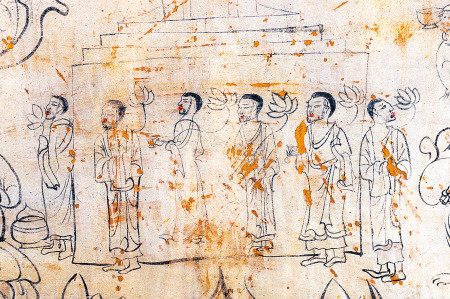
Fresco que representa a seis asiáticos centrales en una procesión religiosa, probablemente un ritual budista, en una tumba antigua en Tongwancheng.

En su apogeo, la población rondaba los 10.000 habitantes, probablemente complementada en gran medida por un campamento circundante de grupos de parientes nómadas en determinadas épocas del año. Las ciudades blancas eran generalmente centros ceremoniales y de estatus construidos después de la conquista, en lugar de posiciones militares absolutas, siendo el blanco un color sagrado para los Xiongnu. Sin embargo, el grosor de las paredes era ciertamente necesario, ya que la ciudad se construyó originalmente en una época de guerra perpetua. La amenaza también era interna y también de los chinos; por ejemplo, Helian Bobo fue atacado con un ejército por su adjunto Helian Gui en 424 tras una disputa dinástica.
En 426, el emperador Taiwu del norte de Wei atacó por sorpresa a Tongwancheng. Aunque una breve incursión en la ciudad solo logró quemar el templo principal, el interior circundante quedó devastado. El sitio de la ciudad estaba en los tramos superiores fértiles del río Wuding, pero el río y el lago se secaron, posiblemente debido a la deforestación que podría remontarse a la devastación de Taiwu. Luego, la ciudad fue enterrada gradualmente por las arenas del desierto. Este 'deambular' (Wuding) le dio al río su nombre actual.
Los Xiongnu continuaron viviendo en la región hasta el siglo VII o VIII. En 786 la ciudad fue asediada por las fuerzas tibetanas y fue invadida por soldados Yurchen en 1206. No hay registro del sitio en los registros chinos después de principios del siglo XV.
La ciudad solo fue inspeccionada adecuadamente por los chinos en la década del 2000. Se ha restaurado la plataforma Yong'an de la ciudad, una plataforma de inspección de las fuerzas militares para dignatarios.
La ciudad también se conoce en la literatura como Tong Wan Cheng, Tongwan-cheng, Tongwan, Xia Zhou, Baichengzi (Chino: 白城子) o Bai Cheng (白城; 'Ciudad Blanca').